# Cosmeptera hampsoni
Cosmeptera hampsoni är en fjärilsart som beskrevs av John Henry Leech 1899. Cosmeptera hampsoni ingår i släktet Cosmeptera och familjen ädelspinnare. Inga underarter finns listade i Catalogue of Life.